# Karl Friedrich Heck
Karl Friedrich Heck in der Fachliteratur oft nur K. Heck (* 24. März 1874 in Handschuhsheim; † 19. Januar 1934 in Zell am Harmersbach) war ein katholischer Priester, Lehrer und Heimatforscher.

## Leben
Nach seiner Priesterweihe am 1. Juli 1897 war er als Vikar tätig in Durmersheim, Bräunlingen, Gengenbach und Empfingen. 1901 erhielt er zum Studium der Naturwissenschaften und Mathematik an der Universität Heidelberg eine Beurlaubung. 1906 legte er das Staatsexamen ab. Er wurde tätig als Lehramtsassessor in Tauberbischofsheim, Oberkirch und Radolfszell. Hier veröffentlichte er eine Forschungsarbeit mit dem Titel Hat der heilige Thomas in Indien gepredigt ?. 1912 war er Professor am Realgymnasium Donaueschingen, 1918 am Realgymnasium Waldshut spätestens hier begann er eine umfangreiche Tätigkeit als Heimatforscher. Ausgrabungen leitete er etwa 1926 und 1928 bei der Erforschung des Römischen Gutshofes in Gurtweil. Sein Arbeiten dazu überarbeitete später Paul Revellio. 1927 trat er in den Ruhestand, den er in Tiefenhäusern verlebte und mit pastoralen Aufgaben versah. 1933 veröffentlichte er die Schriften der Klettgau und sein Name und (ohne Jahr) Plaudereien über die Heimat. 1934 verstarb er nach großer Freigebigkeit mittellos im Priesterheim in Zell am Harmersbach.